# Mẫn Ai vương
Mẫn Ai Vương (mất 839, trị vì 838–839) là quốc vương thứ 44 của Tân La. Ông là chắt của Nguyên Thánh Vương, và là con trai của đại a xan Kim Trung Công (Kim Chung-gong). Mẫu thân của ông là Quý Bảo (Gwibo) phu nhân họ Phác (Bak). Ông kết hôn với con gái của giác can Kim Yeong-gong. Ông có tên húy là Kim Minh (金明, 김명)
Năm 835, Tể tướng Kim Trung Công (cha của Kim Minh) đột ngột qua đời ở kinh đô Kim Thành, Kim Quân Trinh (cha của Kim Hựu Trưng) lên làm Tể tướng. Theo luật lệ của Tân La thì hai cha con không thể giữ chức Tể tướng và Sử trung đại nhân, vì hai chức này là đối trọng lẫn nhau. Kim Hựu Trưng liền tự nhường chức Sử Trung đại nhân cho Kim Minh. Jami phu nhân (khi đó đang ủng hộ Kim Minh) cùng Kim Minh phái thích khách đi hành thích Kim Hựu Trưng nhưng thất bại. Kim Hựu Trưng ghi hận trong lòng.
Năm 836 vua Tân La Hưng Đức Vương lâm bệnh nặng. Sử trung đại nhân Kim Minh cùng Jami phu nhân liền triệu tập Hội nghị các quý tộc định bàn chuyện lên ngôi và lập kế giết Kim Quân Trinh và Kim Hựu Trưng. Kim Dương muốn lấy được sự tín nhiệm của Kim Hựu Trưng nên sai Yeom Jang đi hành thích Kim Minh. Jami phu nhân sai người đưa thi thể Kim Minh bỏ trốn. Kim Hựu Trưng và Kim Quân Trinh trách mắng Kim Dương, nhưng việc đã rồi. Kim Quân Trinh cho Kim Dương điều động binh tiễu trừ hết vây cánh Kim Minh, làm cho Kim Thành rối loạn trong bể máu. Việc này loan đến Thanh Hải khiến Trương Bảo Cao thất vọng về Kim Hựu Trưng, một con người không màng chính sự mà bây giờ lại làm ra cuộc đấu tranh đẫm máu thế này.
Biết bệnh nặng không qua khỏi, vua Tân La Hưng Đức Vương bí mật gọi Trương Bảo Cao tại Thanh Hải về và trao ấn tín hoàng đế Tân La, dặn rằng sau hội nghị Hòa Bạch, ai được bầu lên ngôi vua thì đưa ấn tín hoàng đế Tân La cho người đó, tránh việc tranh đoạt đổ máu. Trương Bảo Cao nhận mệnh và về Thanh Hải. Không lâu sau, vua Tân La Hưng Đức Vương qua đời mà không có con kế vị. Vua Tân La Hưng Đức Vương được chôn cất tại Angang-hyeon, nay là Angang-eup, Gyeongju, Gyeongsang Nam. Trương Bảo Cao vì sợ ngọc tỷ bị cướp nên không đến Kim Thành dự tang lễ của vua mà ở Thanh Hải lập bài vị của vua và cho dân chúng cúng bái.
Kim Quân Trinh đang làm tể tướng nên đương nhiên sẽ được kế vị ngôi vua Tân La. Kim Đễ Long (cháu trai của vua Tân La Hưng Đức Vương) biết Kim Minh còn sống thì liền triệu tập các quý tộc để tính chuyện chống lại cha con Kim Quân Trinh và Kim Hựu Trưng. Từ đây Kim Đễ Long cùng thúc phụ (em họ của vua Tân La Hưng Đức Vương) là Kim Quân Trinh (Kim Gyunjeong) tranh giành quyền lực. Sau đó, Kim Hựu Trưng cố gắng thuyết phục Kim Đễ Long và phe cánh của ông ấy ủng hộ cha ông là Tể tướng Kim Quân Trinh lên ngôi. Kết quả tại Hội nghị Hoà Bạch, Tể tướng Kim Quân Trinh được tất cả mọi người tôn lên làm vua mới của Tân La, chọn ngày tốt làm lễ đăng cơ. Tin tức truyền đến Thanh Hải và Trương Bảo Cao dẫn Trịnh Niên, Thôi Võ Xương, Triệu Tương Kiến, Jang Seong-pil đến kinh đô Kim Thành giao ngọc tỷ lại cho Kim Hựu Trưng. Giao xong ngọc tỷ, Trương Bảo Cao dẫn toàn bộ quân trở về Thanh Hải mà không dự lễ đăng cơ của Kim Quân Trinh.

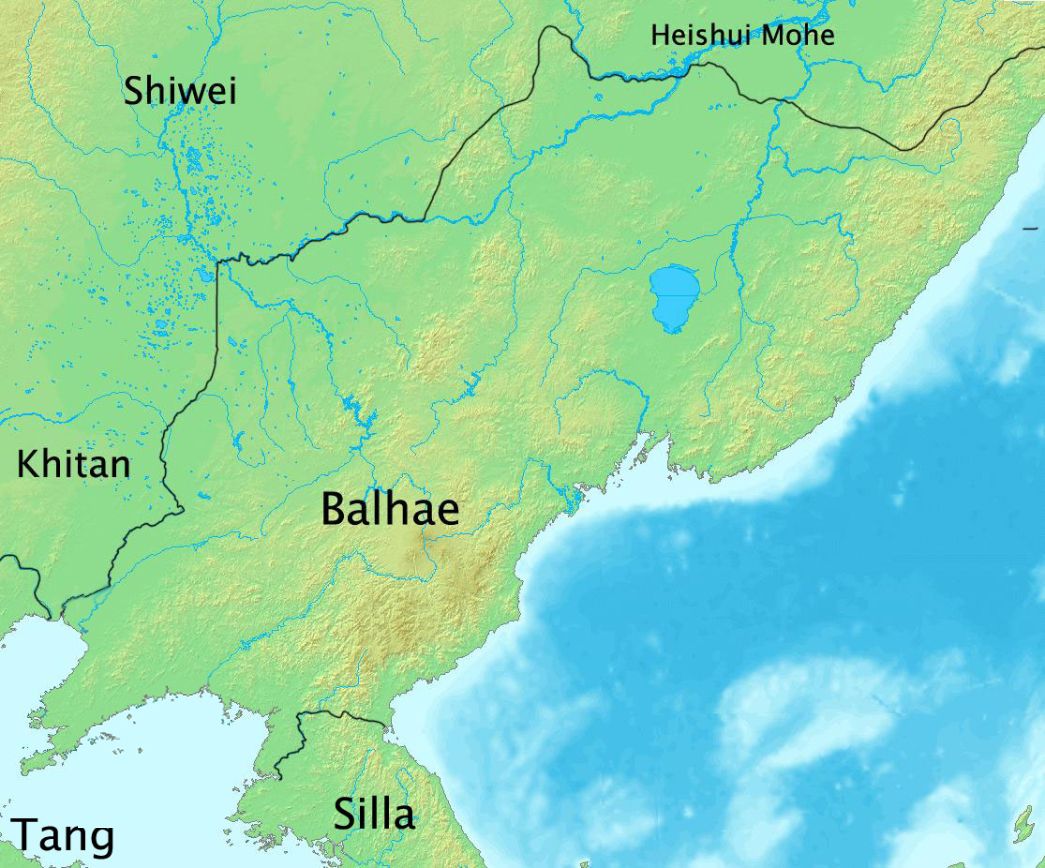
Bản đồ vương quốc Bột Hải của vua Bột Hải Trang Tông khi quân đội Bột Hải nam tiến can thiệp vào ngôi vua của Tân La phía nam năm 836.

Ngày hôm sau lễ đăng cơ của Kim Quân Trinh diễn ra. Thái tử Kim Hựu Trưng, Kim Dương, Kim Ứng Thuận, Yeom Jang, Jang Dae Chi, Bạch Hà đi theo hộ vệ từ ngoài Kim Thành vào hoàng cung Kim Thành. Jami phu nhân mượn quân đội Bột Hải từ vua Bột Hải Trang Tông của vương quốc Bột Hải và quân đội Tân La của Kim Đễ Long cùng hộ vệ của bà ta tiến về Kim Thành tập kích đoàn người đưa Kim Quân Trinh đăng cơ làm vua. Kim Quân Trinh bị giết chết khi chưa kịp làm lễ đăng cơ nên lịch sử Tân La không công nhận Kim Quân Trinh là vua của Tân La. Kim Hựu Trưng và Kim Dương đều bị thương. Lúc này Trương Bảo Cao thấy có quân đội lạ không cờ hiệu đang tiến về Kim Thành nên dẫn toàn quân quay lại Kim Thành, cứu được Kim Hựu Trưng rồi đưa ông cùng về Thanh Hải. Kim Dương, Yeom Jang, Jang Dae Chi, Bạch Hà cũng chạy theo hướng Thanh Hải. Triệu Tương Kiến vào Kim Thành đưa Kim Khánh Ưng (con của Kim Hựu Trưng) rời Kim Thành để đi đến Thanh Hải.
Jami phu nhân cùng Kim Đễ Long, Kim Rihong và quân Bột Hải đưa Kim Minh (Kim Myeong) tiến vào hoàng cung Kim Thành. Kim Minh sau đó nghe đề nghị của Jami phu nhân mà lập Kim Đễ Long (kẻ đối kháng với Kim Quân Trinh) lên ngôi vua Tân La, tức là vua Tân La Hi Khang Vương. Quân đội Bột Hải sau đó rút về vương quốc Bột Hải (đời vua Bột Hải Trang Tông).
Tháng 5 năm 837, Kim Hựu Trưng cùng con là Kim Khánh Ưng được đoàn quân của Trương Bảo Cao, Trịnh Niên, Thôi Võ Xương, Jang Seong-pil, Triệu Tương Kiến đưa về đến Thanh Hải trấn (Cheonghaejin). Ở kinh đô Kim Thành (Khánh Châu - Gyeongju), vua Tân La Hi Khang Vương phong cho Kim Minh làm Thượng đại đẳng, dù Kim Minh chỉ là chân cốt.
Mùa xuân năm 838, Kim Dương, người khi đó đang ẩn mình trên một ngọn núi gần kinh đô, đã nghe thấy các tin tức và cùng Yeom Jang, Bạch Hà, Jang Dae Chi mang toàn quân bí mật Thanh Hải trấn (Cheonghaejin) quy thuận Kim Hựu Trưng và Trương Bảo Cao. Kim Dương kể cho Kim Hựu Trưng về các sự kiện và thuyết phục ông ta trả mối thù này.
Nhà sư Ennin đi cùng với phái đoàn ngoại giao của Fujiwara no Tsunetsugu từ Nhật Bản (đời Thiên hoàng Ninmyō) đến Thanh Hải trấn (Cheonghaejin) thuộc Tân La (đời vua Tân La Hi Khang Vương) thì dừng chân để thuê tàu Tân La sang nhà Đường nhằm tìm kiếm kinh điển Phật giáo. Nguyên do là vì họ biết tàu Tân La của Trương Bảo Cao ở Thanh Hải trấn thời đó có chất lượng tốt hơn so với các tàu được sản xuất tại Nhật Bản. Tại đây nhà sư Ennin đã viết lại nhiều thông tin về Thanh Hải và Trương Bảo Cao trong Nhật ký Nittō Guhō Junrei Kōki (入唐求法巡礼行記) của ông. Sau đó nhà sư Ennin cùng Fujiwara no Tsunetsugu rời Thanh Hải đến nhà Đường (đời vua Đường Văn Tông).
Muốn giảm nguồn thu của Thanh Hải trấn (Cheonghaejin) của Trương Bảo Cao, Jami phu nhân phái người sang nhà Đường (đời vua Đường Văn Tông) mua chuộc quan lớn ở Trường An đánh thuế nặng các thương thuyền từ nhà Đường đến bến tàu Thanh Hải trấn của Tân La. Các thương thuyền từ nhà Đường sau đó đều tránh Thanh Hải trấn mà cập bến ở các bến tàu khác thuộc Tân La.
Tại kinh đô Kim Thành, cảm thấy Kim Minh nắm toàn bộ quyền hành trong triều đình Tân La, còn bản thân không có quyền lực gì, vua Tân La Hi Khang Vương liền ban lệnh ân xá cho Kim Hựu Trưng ở Thanh Hải. Tuy nhiên Kim Hựu Trưng nhận thấy ở kinh đô Kim Thành (Khánh Châu - Gyeongju) đang tồn tại mối đe dọa lớn cho ông chính là Kim Minh, người đã trở thành Thượng đại đẳng nên Kim Hựu Trưng không đến Kim Thành giúp vua Tân La Hi Khang Vương.
Giữa tháng 11 năm 838, Trương Bảo Cao ở Thanh Hải trấn (Cheonghaejin) chỉ thấy thương thuyền Nhật Bản (đời Thiên hoàng Ninmyō), thương thuyền Ba Tư, thương thuyền Đại Tùng quốc đến mà không còn thương thuyền từ nhà Đường đến nữa thì cùng Yeom Jang, Bạch Hà, Triệu Tương Kiến lên đường sang Dương Châu nhà Đường (đời vua Đường Văn Tông) tìm hiểu nguyên nhân. Jami phu nhân cũng đích thân sang Dương Châu nhà Đường để gặp hoạn quan người Tân La là Thiên Thượng Quý (cấp dưới trực tiếp của hoạn quan Thọ Quang - người đã vâng lệnh của vua Đường Văn Tông hạ độc giết chết Thái tử Lý Vĩnh vào ngày 6 tháng 11 cùng năm 838), nhờ ông ấy xin vua Đường Văn Tông ban lệnh cấm thương thuyền nhà Đường đến Thanh Hải trấn của Tân La (đời vua Tân La Hi Khang Vương), để cô lập hoàn toàn Trương Bảo Cao, đồng thời xin triều đình nhà Đường ủng hộ Kim Minh làm vua Tân La thay cho vua Tân La Hi Khang Vương đương vị. Đổi lại Jami phu nhân hứa sẽ cắt đất Hán Châu (Hanju) và Thanh Hải trấn (Cheonghaejin) của Tân La cho Thiên Thượng Quý.
Lúc này vua Tân La Hi Khang Vương ở kinh đô Kim Thành đã bị quân đội của Thượng đại đẳng Kim Minh bao vây hoàng cung thì sợ hãi. Vua Tân La Hi Khang Vương sai sứ đến Thanh Hải trấn (Cheonghaejin) nhằm xin Trương Bảo Cao ra quân giúp đỡ nhưng Trương Bảo Cao đã đi Dương Châu nhà Đường. Các tướng của Trương Bảo Cao là Thôi Võ Xương, Trịnh Niên không quyết định được khi Trương Bảo Cao đi vắng. Kim Dương đốc thúc Kim Hựu Trưng nên tự đứng ra thống lĩnh 1 vạn quân ở Thanh Hải đi đánh kinh đô Kim Thành nhưng Kim Hựu Trưng do dự không quyết.
Tháng 12 năm 838 ở kinh đô Kim Thành của Tân La, Thượng đại đẳng Kim Minh biết tin vua Tân La Hi Khang Vương từng sai sứ đến Thanh Hải trấn (Cheonghaejin) xin Trương Bảo Cao ra quân giúp đỡ thì nổi giận. Kim Minh kéo quân đánh vào hoàng cung, giết chết một vài phụ tá của vua và buộc vua Tân La Hi Khang Vương uống thuốc độc tự sát. Vua Tân La Hi Khang Vương được chôn tại núi Sosan ở kinh đô Kim Thành (Khánh Châu - Gyeongju). Kim Minh tự lập làm vua của Tân La, tức là vua Tân La Mẫn Ai vương.
Khi đó Kim Hựu Trưng sau bao lần chần chừ chưa quyết thì nay mới quyết định mang quân của Thanh Hải đánh vào hoàng cung Kim Thành cứu vua Tân La Hi Khang Vương. Tuy nhiên tin tức vua Tân La Hi Khang Vương đã tự sát ở kinh đô Kim Thành khiến Kim Hựu Trưng hối hận về sự chần chừ trễ nải của mình.
Vua Bột Hải Trang Tông của vương quốc Bột Hải tiến hành các hoạt động thương mại với Tân La (đời vua Tân La Mẫn Ai Vương).
Cuối tháng 12 năm 838, Jami phu nhân từ Dương Châu nhà Đường (đời vua Đường Văn Tông) về đến kinh đô Kim Thành của Tân La thì chúc mừng Mẫn Ai vương đã làm vua. Mẫn Ai vương nghe tin Trương Bảo Cao đã phá hỏng mối quan hệ giữa Tân La và nhà Đường thì phong cho Jami phu nhân toàn quyền thống lĩnh đại quân chinh phạt Thanh Hải trấn (Cheonghaejin). Jami phu nhân truyền lệnh tập hợp quân đội khắp nơi về kinh đô Kim Thành, tổng cộng 10 vạn quân. Jami phu nhân dồn binh về Võ Trân Châu (Muju), chuẩn bị xong sẽ vượt biển đánh vào Thanh Hải trấn.

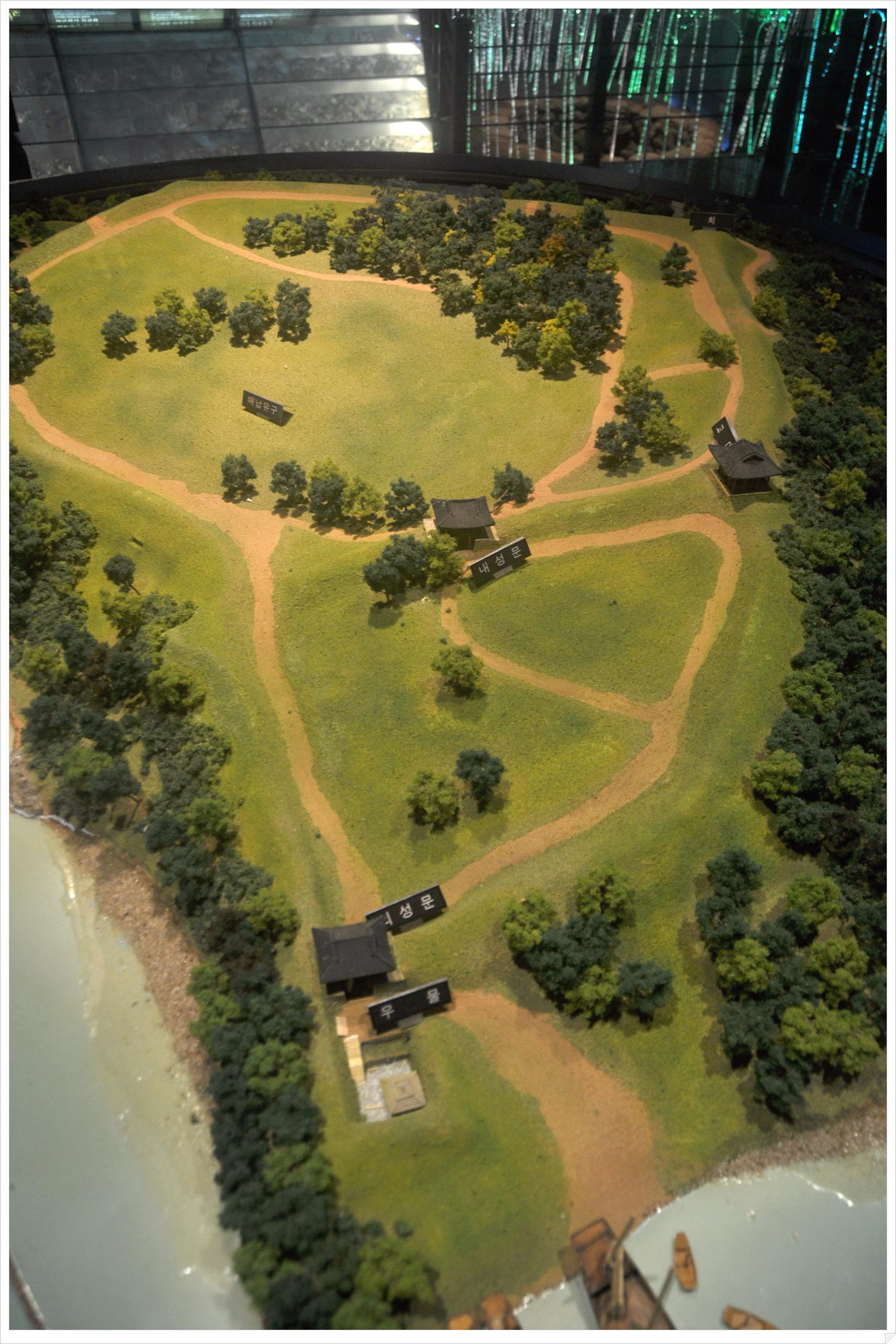
Mô hình Thanh Hải trấn (Cheonghaejin) của Trương Bảo Cao

Trương Bảo Cao cũng tuyên bố khai chiến với kinh đô Kim Thành (Khánh Châu - Gyeongju), quyết định giương cao ngọn cờ "Bình Đông quân" đi đánh kinh đô Kim Thành, tôn Kim Hựu Trưng làm thủ lĩnh của Bình Đông quân. Trương Bảo Cao thống lĩnh 5000 quân, Trịnh Niên thống lĩnh 5000 quân để cố vấn cho những yêu cầu của Kim Hựu Trưng. Trương Bảo Cao còn phong Yeom Jang làm phó tướng của Bình Đông quân. Một cuộc chiến tranh lớn giữa Thanh Hải trấn với kinh đô Kim Thành nổ ra.
Trương Bảo Cao nhờ Kim Hựu Trưng dẫn quân rời Thanh Hải đi thuyền cập bến Hoàng Đạo rồi tiến đến Đại Khâu (Daegu) để đánh lạc hướng quân đội Kim Thành. Jami phu nhân lúc này đã từ Kim Thành đến Võ Trân Châu (Muju), nghe tin Kim Hựu Trưng đến Đại Khâu thì mừng rỡ, phái đại quân tiến đến Đại Khâu chặn Kim Hựu Trưng và phái quân từ Võ Trân Châu đi thuyền đến đánh đảo Thanh Hải nhằm chia cắt hai cánh quân của Trương Bảo Cao.
Tuy nhiên Trương Bảo Cao quyết định đánh chiếm Võ Trân Châu (đất liền phía bắc đảo Thanh Hải) trước, rồi dùng nơi đó làm căn cứ để tổ chức chiến tranh với quân đội triều đình Tân La. Trương Bảo Cao phái Kim Dương, Kim Ứng Thuận, Jang Dae Chi dẫn quân đi tấn công các đội quân Kim Thành ở một số châu huyện xung quanh Võ Trân Châu. Kế đó đích thân Trương Bảo Cao cùng Trịnh Niên, Thôi Võ Xương, Yeom Jang nhân đêm tối lẻn vào trụ sở Võ Trân Châu giết chết bọn lính canh, bắt sống đô đốc Võ Trân Châu và buộc hắn đầu hàng Bình Đông quân. Võ Trân Châu nhanh chóng rơi vào tay Trương Bảo Cao. Kim Dương nghe tin Jami phu nhân ở Võ Trân Châu thì phái Yeom Jang đi bắt bà ta. Nhưng Jami phu nhân đã trốn thoát.
Jami phu nhân cho quân rút khỏi thành Nam Nguyên (Namwon), nhanh chóng tập trung binh lực 10 vạn quân tại Đại Khâu (Daegu) nhằm tiêu diệt 1 vạn quân của Trương Bảo Cao. Jami phu nhân còn phái quân đi đường biển vòng ra phía sau quân đội của Trương Bảo Cao để chia cắt con đường vận lương của Trương Bảo Cao.
Lúc này Kim Hựu Trưng tiến đến Đại Khâu (Daegu), thấy 10 vạn quân Kim Thành thì dẫn quân quay về Võ Trân Châu (Muju) hội quân với Trương Bảo Cao. Rất nhiều quan quân châu huyện lân cận Võ Trân Châu đều quy thuận Bình Đông quân. Lực lượng Bình Đông quân đã nhiều hơn rất nhiều. Khi đó quân đội của Trương Bảo Cao đang cần quân lương nên sai người gửi thư về Thanh Hải gọi quân lương. Tuy nhiên đoàn quân lương của Trương Bảo Cao đến Lâm Trì trấn thì bị quân Kim Thành đột kích. Lương thảo của Bình Đông quân bị cướp sạch. Thấy Bình Đông quân đang lâm vào hoàn cảnh thiếu lương, sĩ khí sa sút, Jami phu nhân quyết tâm dồn binh 10 vạn quân Kim Thành đến Đại Khâu triển khai quyết chiến nhằm tiêu diệt hết 1 vạn quân của Trương Bảo Cao và Kim Hựu Trưng.
Đầu năm 839, ở Võ Trân Châu (Muju), Trương Bảo Cao lệnh cho Yeom Jang mang vài cận vệ tài giỏi từ bến tàu Đỗ Lĩnh đột nhập vào hoàng cung Kim Thành để chiếm 5 phong hoả đài, đốt các phong hoả đài đó và chiếm lĩnh cổng thành Kim Thành trước. Yeom Jang nhận lệnh dẫn Jang Dae Chi, Bạch Hà đến Kim Thành. Sau đó Kim Dương được lệnh của Trương Bảo Cao dẫn quân đi mai phục ở gần cổng thành Kim Thành. Kế đó, Trương Bảo Cao sắp xếp trong ngoài và hẹn ngày tiến đánh Đại Khâu (Daegu).
Đêm đó 10 vạn quân do Jami phu nhân chỉ huy rời kinh đô Kim Thành để đến Đại Khâu. Bấy giờ, Yeom Jang cùng Jang Dae Chi, Bạch Hà đã lẻn vào hoàng cung Kim Thành tiêu diệt các toán quân canh gác. Sáng hôm sau, 10 vạn quân Kim Thành do Jami phu nhân chỉ huy tiến đến Đại Khâu (Daegu) chờ quân đội Trương Bảo Cao, Kim Hựu Trưng đến. Sau đó 1 vạn quân của Trương Bảo Cao, Kim Hựu Trưng, Trịnh Niên, Thôi Võ Xương, Jang Seong-pil từ Võ Trân Châu (Muju), vượt qua Nam Nguyên (Namwon), đến được Đại Khâu. Khi đó Yeom Jang ở kinh đô Kim Thành giết hết binh sĩ ở 5 phong hoả đài và cổng thành Kim Thành, cuối cùng Yeom Jang nổi lửa trên 5 phong hoả đài làm hiệu. Bên ngoài Kim Thành, quân của Kim Dương, Kim Ứng Thuận đánh tan các đạo quân triều đình Tân La tại các quận, huyện gần Kim Thành.
Tại Đại Khâu (Daegu), Jami phu nhân định cho 10 vạn quân của mình tấn công 1 vạn quân của Trương Bảo Cao thì nhận tin 5 phong hỏa đài ở kinh đô Kim Thành đã nổi lửa, tức là hoàng cung Kim Thành đã bị chiếm. Jami phu nhân lo sợ tính mạng Mẫn Ai Vương khó bảo toàn nên bà ta cho 5 vạn quân trở về cứu viện Kim Thành, để 5 vạn quân ở lại ngắn vạn quân của Trương Bảo Cao. Trương Bảo Cao cùng Trịnh Niên, Thôi Võ Xương, Jang Seong-pil mở cuộc tấn công mạnh vào Đại Khâu. Bị giảm số lượng quân đội và tâm lý hoang mang việc Kim Thành thất thủ, quân của Jami phu nhân nhanh chóng rối loạn, yếu thế.
Năm vạn quân của Jami phu nhân trở về cứu Kim Thành đã bị quân của Kim Dương phục kích. Quân triều đình Tân La chết vô số và tan rã. Tin tức này truyền đến Đại Khâu khiến Jami phu nhân thất kinh. Quân đội của Trương Bảo Cao nghe tin Kim Dương thắng lợi thì đánh càng hăng thêm, quân của Jami phu nhân chết rất nhiều. Số đông quân Kim Thành bỏ trốn hoặc đầu hàng Trương Bảo Cao vô số kể. Jami phu nhân liền hạ lệnh rút quân khỏi Đại Khâu chạy về phía bắc. Trương Bảo Cao dẫn Trịnh Niên, Thôi Võ Xương, Jang Seong-pil truy kích tàn quân của Jami phu nhân. Còn Kim Hựu Trưng dẫn đại quân tiến vào kinh đô Kim Thành (Khánh Châu - Gyeongju).
Lúc này Kim Dương đã đưa binh vào kinh đô Kim Thành hội với Yeom Jang, rồi cùng tiến đánh hoàng cung Tân La. Mẫn Ai Vương hoảng hốt rồi cùng các phụ tá bỏ hoàng cung để trốn. Kim Dương và Yeom Jang phái quân đi truy sát khắp Kim Thành để tìm vua. Tất cả các phụ tá của vua Mẫn Ai Vương đều bỏ chạy và để lại vua ở phía sau, vì vậy vua phải giấu mình trong một tòa nhà gần vương cung. Những người lính và Kim Dương đến cung vua và lục soát. Cuối cùng, Yeom Jang tìm thấy vua trong tòa nhà và giết sạch vài tên hộ vệ của vua. Kim Dương cũng đến và sát hại Mẫn Ai Vương bất chấp những lời cầu xin. Mẫn Ai Vương chết dưới tay Kim Dương vào tháng 12 âm lịch năm 838, tức đầu năm 839. Thân tín của Mẫn Ai vương là Kim Rihong cũng bị giết.
Tất cả châu huyện ở Tân La nghe tin đều quy hàng Bình Đông quân của Trương Bảo Cao và không chứa chấp Jami phu nhân. Khi đó Trương Bảo Cao, Trịnh Niên, Thôi Võ Xương, Jang Seong-pil đưa binh truy kích Jami phu nhân đến đêm tối và cuối cùng cũng bắt được Jami phu nhân giải về kinh đô Kim Thành để chờ ngày xử tử hình. Trương Bảo Cao sau đó cho thả Jami phu nhân ra, bố trí cho bà ta 1 con thuyền để đi sang nhà Đường (đời vua Đường Văn Tông). Jami phu nhân không lên thuyền mà tự mình đi đến Võ Trân Châu (Muju) để tìm lại khối tài sản lớn mà bà ta cất giấu. Tuy nhiên khi bà ta vừa đến ngôi nhà ấy thì thấy Kim Dương đang sai thuộc hạ mang hết tài sản của bà ta đi. Jami phu nhân giận dữ và thất vọng, cuối cùng nhảy xuống biển phía nam Võ Trân Châu (Muju) tự sát.
Lúc này Kim Hựu Trưng đã được Hội nghị Hoà Bạch tôn lên ngôi vua, chỉ chờ ngày đăng cơ. Tháng 4 âm lịch năm 839, Trương Bảo Cao, Thôi Võ Xương, Trịnh Niên, Jang Seong-pil dẫn đại quân rời kinh đô Kim Thành trở về Thanh Hải trấn (Cheonghaejin). Cũng trong ngày hôm đó Kim Hựu Trưng làm lễ đăng cơ lên ngôi vua Tân La ở kinh đô Kim Thành, tức là vua Tân La Thần Vũ Vương.